# Goro (Balé)
Pour les articles homonymes, voir Goro.
Goro est une localité du sud de l'Éthiopie. Située dans la zone Balé de la région Oromia, elle est le chef-lieu du woreda Goro.
Elle se trouve vers 1 800 m d'altitude, une soixantaine de kilomètres à l'est de Robe.
Un guide publié par le gouvernement italien en 1938 décrit Goro comme un village aux maisons entourées de haies d'euphorbes, situé sur la rive gauche de la rivière Mena, au pied du mont Dadimus, dans une plaine cultivée, fertile et bien arrosée.
Avec 5 298 habitants au recensement national de 2007, Goro est la principale agglomération du woreda Goro.